# Ефект Нова земя
Ефект Нова земя е полярно оптично явление, забелязано край архипелага Нова земя в Северния ледовит океан.
Причинява се от атмосферна рефракция в ниските ѝ слоеве, идентифициращо се с преждевременна поява на Слънцето в края на полярната нощ и оставането му над хоризонта в сив водоравен пояс.
Визуално формите му варират от светъл правоъгълник, през 3 плоски слънца едно върху друго, до няколко тънки ивици, разделени помежду си вертикално. За пръв път е описан през 1597 г. в дневника на Герит Де Веер - участник в холандска експедиция, изследвала североизточния морски път, водена от Вилем Баренц.

## Откритие
По време на експедицията си в търсене на северен морски път до Азия, организирана през 1596 г., Вилем Баренц губи един от корабите си и е принуден да прекара зимата на архипелага Нова земя заедно със спътниците си - следи от зимуването им са открити от съветски полярници през 1933 г.
Противно на очакванията за първата поява на слънцето в началото на февруари, 3 души от екипажа го забелязват на 24 януари, но Баренц отказва да повярва, уповавайки се на изчисленията, че звездата би трябвало да е под хоризонта по онова време. На 27 януари самият той вижда слънчевия диск в пълния му обем, което е записано в дневника на холандския офицер Герит де Веер и по-късно става известно като Ефект Нова земя. Датата е потвърдена с наблюдаваното по онова време пресичане на траекториите на Луната и Юпитер.
След завръщането на ентусиастите в Холандия през 1597 г. Де Веер публикува дневника си на холандски език, като по-късно е преведен и на английски език. Новината за явлението се разпространява светкавично. Първоначално всички учени приемат вестта с недоверие. Единствено Йохан Кеплер прави опити да даде научно обяснение за феномена.

## Обяснение
С прогреса в изучаването му се оказва, че ефектът е сроден на миражите. Заради специфичното разпределение на температурите в по-ниските слоеве на атмосферата светлините се разпространяват по-добре не по права линия, а криволинейно, което дава възможността да се наблюдават обекти, намиращи се под линията на хоризонта. Друг благоприятстващ фактор е плоският релеф на полярния кръг, аналогичен на пустинния, където миражите също са често явление.